# Radio 2 (Vlaanderen)
Radio 2 is een Vlaamse radiozender van de openbare omroep VRT. In sommige jingles hanteert het station de benaming VRT Radio 2. 
Radio 2 is volgens de jongste cijfers (januari 2024 - april 2024) van het CIM de meest beluisterde zender in Vlaanderen met een marktaandeel van 25,21%.

## Inhoud en programma's

### Inhoud
Radio 2 profileert zich als een populaire gezinsradiozender. In de programma's wordt veel aandacht besteed aan alles wat de luisteraar bezighoudt: het huishouden, koken, tuinieren, gezondheid, reizen etc. Vooral het programma De Madammen speelde hier sterk op in en was sinds 2007 tot en met 2022 een van de uithangborden van de zender. Anja Daems en Cathérine Vandoorne presenteerden het programma sinds de start. Siska Schoeters was tussen 2019 en 2022 de derde presentatrice, als opvolgster van Britt van Marsenille (2014-2018), Leki (2013-2014) en Ilse Van Hoecke (2007-2013).
Regelmatig komen in de programma's specialisten langs die vragen van luisteraars beantwoorden en handige tips geven. Bekende (voormalige) specialisten zijn bijvoorbeeld chef-kok Dirk De Prins, huishouddeskundige Tante Kaat en dokter Dirk Devroey. Ook de luisteraar zelf krijgt regelmatig het woord met sterke verhalen, anekdotes of als deelnemer in een van de quizzen. Sinds het najaar van 2020 hoor je elke dinsdag- woensdag- en donderdagavond tussen 20 uur en 22 uur het programma 'Wijs' waar Karolien Debecker moeilijke vragen van luisteraars beantwoord met behulp van experten en andere luisteraars.
Tijdens de zomermaanden zendt Radio 2 regelmatig uit van aan de Belgische Kust. Van 2013 tot 2021 (uitgezonderd in 2020) presenteerde Kim Debrie elke werkdag in juli en augustus van 9u tot 12u het programma Plage Préférée afwisselend vanuit verschillende badplaatsen. Vanaf de zomer van 2022 gingen ze 6 weken naar zee zonden uit waar de opnames van Radio 2 Zomerhit opgenomen waren.
De vaste weerankers van Radio 2 zijn Jacotte Brokken, Sabine Hagedoren en Bram Verbruggen. 

### Muziek
De muziek is herkenbaar en melodisch. Allerlei genres van de jaren zestig tot heden komen aan bod. Er worden heel wat Nederlandstalige nummers gespeeld. Tijdens bepaalde periodes van het jaar, meestal tijdens de schoolvakanties ligt de nadruk op muziek uit een bepaalde periode, bijvoorbeeld in De week van de jaren 70 en De week van de jaren 80.
Op zondagvoormiddag presenteert Guy De Pré al sinds 1984 het programma De Pré Historie, met muziek en nieuwsfeiten uit de voorbije decennia.
Iedere zaterdagmiddag tussen 11 uur en 13 uur zendt radio 2 de Radio 2 Top 30 uit, een hitlijst die al bestaat sinds 1970 en daarmee de langstlopende hitlijst van Vlaanderen is. De hitlijst wordt gepresenteerd door Dirk Ghijs. Op zaterdagavond tussen 18 uur en 20 uur worden de best verkochte albums op een rijtje gezet in de Radio 2 Album 200 van Ultratop gepresenteerd door Romy Deridder(tot juni 2022 de album 50 gepresenteerd door Pascal Vranckx). Op zondagmiddag worden de best verkochte Vlaamse singles gedraaid in de Radio 2 Vlaamse30 (tot 2014 de Vlaamse Ultratop 10, tot 2021 de Vlaamse Ultratop 50) die door Christoff De Bolle werd gepresenteerd tussen 2014 en 2017. Tussen 2017 en 2019 werd de lijst door Gene Thomas gepresenteerd en vanaf 2018 afwisselend met Iris Van Hoof. Vanaf 2023 presenteert Peter Hermans de lijst elke week (Voorheen Iris Van Hoof).
Radio 2 organiseert ook ieder jaar het bekende muziekevenement, de Radio 2 Zomerhit, waarop hits en artiesten bekroond worden. Het evenement, dat traditiegetrouw aan zee plaatsvindt, lokt iedere zomer heel wat luisteraars.
In samenwerking met SABAM organiseert Radio 2 elk jaar De Eregalerij. Daarin worden artiesten en liedjes opgenomen die een grote waarde hebben voor de Vlaamse muziekwereld.
Net als enkele andere radiostations heeft Radio 2 een eigen eindejaarstop. Tussen 2004 en 2006 werd op 26 december De Gouden 200 uitgezonden. Van 2007 tot 2020 zond Radio 2 tussen Kerstmis en Nieuwjaar de 1000 Klassiekers uit. In 2021 werd deze lijst opgevolgd door de Radio 2 Top 2000. Het concept is uit Nederland afkomstig, waar NPO Radio 2 sinds 1999 met eindejaar een eigen Top 2000 uitzendt. De lijst wordt uitgezonden vanuit een studio op een plein in een stad. De lijst wordt tegelijkertijd met de Nederlandse Top 2000 uitgezonden in de dagen tussen Kerstmis en Nieuwjaar. Ook wordt de lijst net als de Nederlandse Top 2000 met beeld uitgezonden. Dit gebeurt op VRT MAX.
In mei 2020 lanceerde Radio 2 een muziekstream Radio 2 Bene Bene waar er de hele dag muziek van Belgische en Nederlandse artiesten gedraaid werden onder het motto 'trots op de artiesten van bij ons'. De stream kan beluisterd worden via de website van Radio 2, via de Radio 2-app en sinds november 2021 ook via DAB+. In november 2022 werden  Cathérine Vandoorne, Christel Van Dyck, Herbert Verhaeghe, Peter Verhulst, Vanessa Vanhove, Lars De Groote en Guy De Pré vaste presentatoren. Sinds juli 2024 gaat de digitale zender verder onder de naam VRT Radio Bene. De zender staat nu voor internationale evergreens en hits, met aandacht voor de beste Nederlandstalige muziek.
In december 2020, toen de app vernieuwd werd, kwam er nog een stream bij: Radio 2 Unwind. Een muziekstream waar je non-stop ontspannende muziek hoort onder het motto 'ontspannen genieten met Radio 2'.

### Traditie op zaterdagochtend
Radio 2 heeft een lange traditie van praatprogramma's op zaterdagochtend tussen 8 en 10 u.:
- 1967-1990 Te bed of niet te bed met Jos Ghysen
- 1990-2004 Ochtendkuren met Dirk Somers en Luc Verschueren
- 2004-2008 Niets is zeker met Cathérine Vandoorne en Peter Verhulst
- 2008-2012 En nu serieus met Christel Van Dyck en Luk Alloo
- 2012-2014 En nu serieus met Christel Van Dyck en Jan Verheyen / Michael Pas
- 2014-2020 De weekwatchers met Ruben Van Gucht
- 2020-2021 Wat een week met Ruben Van Gucht en Kim Debrie
- 2021- Radio2 weekwatchers met Ruben Van Gucht

Radio 2 heeft ook een humortraditie op zaterdagochtend tussen 10 en 11 u.:
- 1993-2003 De zoete inval met Luc Appermont
- 2003-2011 De raadkamer met Geena Lisa
- 2011-2012 BRT2 met Vanessa Vanhove
- 2012-2013 Comedian Trakteert met Vanessa Vanhove
- 2013-2020 De zoete inval met Luc Appermont
- 2018-2020 De Rechtvaardige Rechters met Jo Van Damme
- 2020-2021 Het Ministerie van Lachende Zaken met Sonny Vanderheyden
- 2021- De zoete inval met Luc Appermont
- 2021-De Rechtvaardige Rechters met Jo Van Damme

## Presentatoren
Na het einde van Radio Donna maakten enkele presentatoren de overstap naar Radio 2: Benjamien Schollaert, Marc Pinte, Kris Luyten, Caren Meynen en David Van Ooteghem, die enkele jaren eerder de overstap in omgekeerde richting maakte.

### Huidige presentatoren
- Luc Appermont
- Cara Cobbaert
- Anja Daems
- Karolien Debecker
- Kim Debrie
- Guy De Pré
- Niels Destadsbader
- Dirk Ghijs
- Peter Hermans
- Wouter Landuyt
- Daan Masset
- Caren Meynen
- Marc Pinte
- Ann Reymen
- Harald Scheerlinck
- Siska Schoeters
- Benjamien Schollaert
- Showbizz Bart
- Jana Smeets
- Jo Van Damme
- Niels Vandeloo
- Ruben Van Gucht
- Vanessa Vanhove
- David Van Ooteghem
- Pascal Vranckx
- Margaux Bogaert
- Kim Van Oncen
- Peter Van de Veire
- Lars De Groote
- Sharon Slegers
- Romy Deridder
- Radio2 in Antwerpen:
  - Els Broekmans
- Radio2 in Limburg:
  - Bjorn Verhoeven
- Radio2 in Oost-Vlaanderen:
  - Wouter Landuyt
- Radio2 in West-Vlaanderen:
  - Filip Ledaine
  - Dirk Ghijs
- Radio2 in Vlaams-Brabant & Brussel:
  - Jana Smeets

### Voormalige presentatoren
- Jos Baudewijn
- Marc Brillouet
- Fred Brouwers
- Ro Burms
- Walter Capiau
- Alain Claes
- Christoff
- Conny De Boos
- Jessie De Caluwe
- Jo met de banjo
- Gust De Coster
- Martin De Jonghe
- Michel Follet
- Jos Ghysen
- Margriet Hermans
- Chris Jonckers
- Tante Kaat
- Kathy Lindekens
- Micha Marah
- Betty Mellaerts
- Freek Neirynck
- Katrien Palmers
- Julien Put
- Hugo Raspoet
- Lutgart Simoens
- Dré Steemans
- Jan Theys
- Gene Thomas
- Marc Van den Hoof
- Dieter Vandepitte
- Kurt Van Eeghem
- Els Van Herzeele
- Ilse Van Hoecke
- Jan Van Rompaey
- Paula Van Wilder
- Louis Verbeeck
- Luc Verschueren
- Eddy Wally
- Edwin Ysebaert
- Zaki
- Jelle Cleymans
- Iris Van Hoof
- Christel Van Dyck
- Sven Pichal

## Regionale ontkoppeling
Reeds rond de Tweede Wereldoorlog ontstonden gewestelijke zenders in de Vlaamse provincies. Toen later de lokale radiozenders opkwamen, bood de BRT hierop een antwoord door de regionale ontkoppeling van Radio2 sinds 3 oktober 1983. Dagelijks wordt de nationale zender meerdere keren ontkoppeld per provincie.
Lang had Radio2 een regionaal ochtendprogramma op weekdagen van 6 tot 9 uur; eerst onder de naam Ochtendpost, later als Start Je Dag. In de jaren 2010 is dit teruggeschroefd naar 6 tot 8 uur. Op 20 januari 2023 worden alle regionale ochtendshows opgedoekt en wordt vervangen door een nationaal programma Goeiemorgen Morgen!  dat op 23 januari 2023 van start ging gepresenteerd door Peter Van de Veire en met Kim Van Oncen als sidekick. Ondanks protest van burgemeesters en provinciegouverneurs hield de VRT vast aan het plan in het kader van besparingen en veranderende mediaconsumptiegewoontes. Haar digitale regionieuws zal de ochtendshow vervangen en verschijnt ook in het weekend.
Radio2 middag (voorheen Middagpost) tussen 12  en 13 uur, blijft voorlopig wel behouden. In februari 2015 werd het programma Avondpost (16 uur tot 18 uur) wegens besparingen al afgevoerd en vervangen door Radio2 Spits met David.
De regionale omroepen verzorgen daarnaast ook de nieuwsuitzendingen om 6u, 6u30, 7u, 7u30, 8u, 8u30, 9u30, 12u30, 16u30 en 17u30. Vroeger waren er ook regionale bulletins om 9u, 10u, 11u, 14u, 15u en 16u.
De studio van de regionale programma's staan:
- Radio 2 in Antwerpen: Sint-Paulusplaats, Antwerpen (Voorheen aan deSingel)
- Radio 2 in Limburg: Limburgplein, Hasselt (voorheen naast Kinepolis Hasselt)
- Radio 2 in Oost-Vlaanderen: Martelaarslaan, Gent
- Radio 2 in Vlaams-Brabant: Boekhandelstraat, Leuven (achterkant oud Stadhuis; vanuit deze studio wordt elk jaar in juni ook een drietal weken lang Marathonradio van radiozender MNM uitgezonden)
- Radio 2 in West-Vlaanderen: Conservatoriumplein, Kortrijk

De coördinatie tussen de verschillende regionale omroepen wordt verzorgd door Tine Van Hauteghem.

## Programma's

### Huidige programma's
- Als de muren konden praten (Anja Daems)
- De Pré historie (Guy De Pré)
- De Pré historie rewind
- De Rechtvaardige Rechters (Jo Van Damme)
- De Zoete Inval (Luc Appermont)
- Goeiemorgen Morgen! (Peter Van de Veire)
- WinWin (Xavier Taveirne)
- Radio2
- Radio2 Knuffelrock (Cara Cobbaert)
- Radio2 middag (regionaal)
- Radio2 80, 90 en 00s (Dirk Ghijs)
- Radio2 Album 200 (Niels Vandeloo)
- Radio2 oh la la (Kim Debrie)
- Radio2 in de mix
- Radio2 weekendwijzer (Romy Deridder)
- Radio2 Spits (David Van Ooteghem)
- Radio2 The rat pack (Vanessa Vanhove)
- Radio2 Hitmix (Anja Daems, Benjamien Schollaert)
- Radio2 Top30 (Dirk Ghijs)
- Radio2 Top30 rewind
- Radio2 Unwind (Romy Deridder)
- Radio2 top2000 Kwis (Kim Debrie)
- Radio2 Vlaamse30 Rewind
- Radio2 Wat Een Weekend (Sharon Slegers)
- Radio2 Weekend (Caren Meynen)
- Radio2 Wijs (Karolien Debecker)
- Radio2 Ann & Daan (Ann Reymen, Daan Masset)
- Radio2 Weekwatchers Ruben Van Gucht
- Radio2 kick-start (Benjamien Schollaert) (enkel in de vakanties)
- Sta op met radio2 (Sharon Slegers/Romy Deridder) (enkel in de vakanties)

### Voormalige programma's
- De zevende hemel (Filip Pletinckx, Christel Van Dyck, Kim Debrie)
- Met twee (Christel Van Dyck en Filip Pletinckx)
- De wensenkermis (Vanessa Vanhove)
- De Schemerzonen (Dirk Somers en Dirk Denoyelle)
- Allemaal SAM! (Kathy Lindekens)
- Huisraad (Cathérine Vandoorne, Christel Van Dyck, Vanessa Van Hove, Chris Jonckers)
- Kop of Flet (Michel Follet)
- Koffers & Co (Anja Daems, Filip Ledaine, Albrecht Wauters)
- Kook (Cathérine Vandoorne)
- Recht voor de raap (Chris Jonckers)
- Café Chantant (Line Ooms)
- Hitriders (Marc Brillouet)
- De Stemkroeg (Julien Put, Erik Burke)
- De Countryclub (Erik Baeyens)
- Funiculi Funicula (Marc Brillouet)
- De Vliegende Vlaming (David Van Ooteghem)
- Memo (Hein Decaluwé, Katrien Palmers, Wouter Landuyt)
- Goudzoekers (Guy De Pré, Lars De Groote, Peter Verhulst)
- De Grote Beer (Albrecht Wauters, Hein Decaluwé, Kaat Mendonck)
- Muziek uit de kosmos
- Vragen staat vrij (Lutgart Simoens, Jos Baudewijn, Kim Debrie)
- Rudi's Club (Nand Baert, Rudi Sinia)
- Happening (Wim Van Gansbeke)
- Jan en alleman(Jan Van Rompaey)
- Het Genootschap (Luk Saffloer, Frank Dingenen en Dré Steemans)
- Het Spiegelpaleis (Julien Put, Jo Leemans)
- Te bed of niet te bed (Jos Ghysen, Irene Houben)
- Dorp om in te wonen (Luc Appermont)
- De vlag en de lading (Michel Ilsen)
- Buiten is het zomer (Karel Daerden, Rita Jaenen en Ireen Houben)
- Parkeerschijf (Rita Jaenen)
- De Tijdmachine (Cathérine Vandoorne, Luk De Laat)
- Radio2 Zintuigen (Christel Van Dyck)
- Roddelradio (Dirk Somers)
- Zomaar (Jan Van Rompaey)
- Gesprekken in de kleedkamer (Wim Bary)
- Muziek in het zilver (Luk de Laat)
- Barabbas (Wilfried Bertels)
- Reporter zonder grenzen (Wilfried Bertels)
- Kort en klein (Marcel Beerten)
- Made in Germany (Harry Creemers)
- Wat zijn dat voor toeren? (Flor Berckenbosch)
- Rodenbachstraat 29 (Jos Ghysen)
- Muziek Ludiek (Flor Berckenbosch)
- Kaleidofoon (Betty Mellaerts en Guy De Pré)
- Funky Town (Annemie Coppieters, Michel Follet en Guy De Pré)
- Kwistig met muziek (Els Van Herzeele, Ro Burms)
- Variété van 12 tot 2 (Jos Baudewijn)
- De laatste geus (Luk Saffloer)
- Domino (Luk Saffloer)
- Domino, deel II (Luc Janssen)
- Krieke Lambiek (Luk Saffloer)
- Fris van Lefever (Marc Lefever, Kurt Van Eeghem)
- Cinema Paradiso (Karel Segers, Chris Jonckers)
- Spoor 2 (Els De Vuyst, Dirk Vlaeyen, Thomas Van der Spiegel, Lennart Segers)
- Stamgasten (Herwig Verhovert, Niko Reynaert)
- Buren bij Verschueren (Luc Verschueren)
- Antwerpen Apart (Karin Van den Berghe, Gerard Pollet, Els Broeckmans)
- Nachtwacht (Cathérine Vandoorne)
- Soes (Karin Van den Berghe)
- Gewoon genieten (Karin Van den Berghe)
- Hitbox (Wiet Van Broeckhoven)
- Radio Rijswijck (Paul De Meulder)
- Rijswijckfoon (Karin Van den Berghe)
- De Groote Magazijnen (Marc Van Den Hoof, Edwin Brys, Bert Van Molle, Karel Vereertbruggen)
- Goed nieuws uit de kosmos
- Capriolen met Capiau (Walter Capiau, Jan Van Rompay)
- Onvergetelijk (Eddy Wally)
- Dag & Dauw (Michel Follet)
- De stemkroeg (Julien Put)
- Service telefoon (Martin De Jonghe)
- Er komt geluid uit het behang (Zaki)
- Het Eenzame Hartenbureau (Edwin Ysebaert)
- Maneuvers in het Donker (Flor Berckenbosch)
- De Brandende Banaan (Freek Neirynck)
- In't lieg plafon (Tone De Plekker)
- The Countrymusic Club (Kitty Prins, Els Van Herzele)
- Troubadoursavond
- De gewapende man (Julien Put)
- Harbalorifa (Julien Put, Luk Saffloer)
- Bloemetjes buiten (Rita Jaenen, Louis Verbeeck)
- Vrij van Zegel
- De Solsleutel (Flor Berckenbosch)
- Vanavond en vannacht (Jos Ghysen, Irene Houben)
- Met de deur in huis (Luk de Laat)
- Oordegelijk (Michel Follet)
- Ochtendkuren (Dirk Somers en Luc Verschueren)
- Abraham (Rita Jaenen)
- Het zal je plaat maar wezen (Jos Ghysen, Rita Jaenen, Ireen Houben en Jacky Geerts)
- De vlag en de lading (Michel Ilsen)
- Telefrats (Walter Capiau)
- De laatste gast (Wim Bary)
- Sportkaffee (Luc Verschueren)
- Reporter zonder grenzen (Wilfried Bertels)
- De tijd van toen (Jan Theys)
- Hittentit (Michel Follet)
- Er loopt een hond over mijn graf (Johan Anthierens)
- De gouden raad van Tante Kaat (Elma Dalhuijsen-Nuis)
- Het scharlaken gordijn (Els Van Herzeele)
- De inspecteur (Sven Pichal
- Piekuur (Micha Marah)
- Poeskaffee (Luk Saffloer)
- Golfbreker (Martin De Jonghe, Niels William)
- Self Service (Tom Vossen)
- Vrijaf (Gust De Coster)
- Radio Deprimo (Martin De Jonghe)
- Het Koekoeksnest (radiofeuilleton)
- Twee Tot Twee (nachtradio 23.30-02.00)
- Fiestdag (Ro Burms, Johan Verstreken)
- Het leven is mooi (Julien Put, Sara Van Wesenbeeck)
- De madammen (Anja Daems, Cathérine Vandoorne, Siska Schoeters)
- Radio2 Start je dag (regionaal)

## Voormalige logo's

Logo van 1997-2003
Logo van 2003-2014
Logo van 2014-2022
Logo van 2022-2025
Logo van 2025